# François Chabot

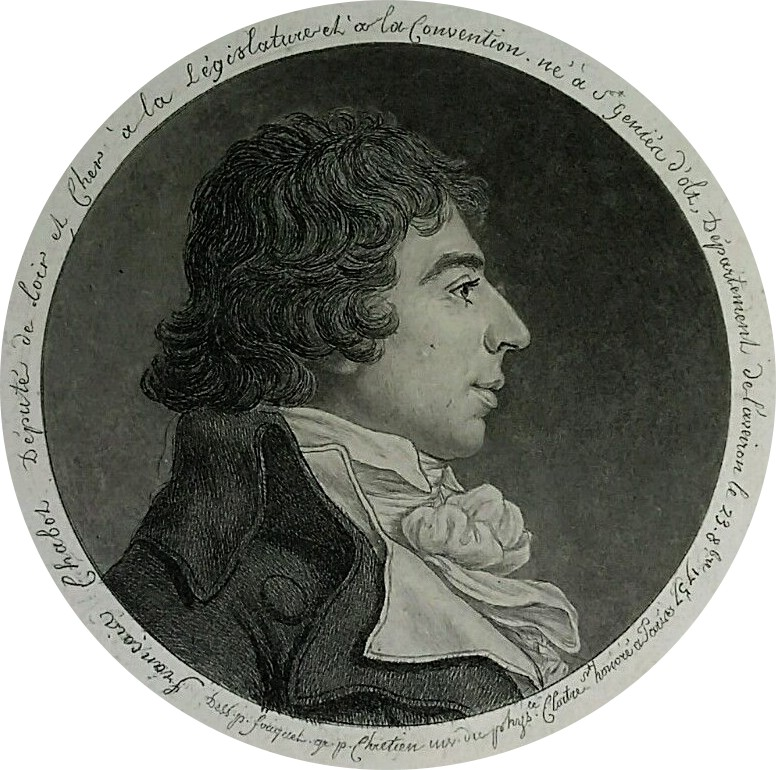
François Chabot

François Chabot (* 23. Oktober 1756 in Saint-Geniez-d’Olt, Département Aveyron; † 5. April 1794 in Paris) war ein französischer Priester und Politiker.

## Biografie
Chabot erhielt zunächst seine schulische Ausbildung im Kloster von Rodez, wo er insbesondere Kenntnisse auf dem Gebiet der Mathematik erlangte. Später trat er als Novize in den Kapuzinerorden ein und absolvierte ein Studium der katholischen Theologie in Carcassonne und Béziers. Nach seiner Priesterweihe war er als Kapuzinerpater tätig, trat jedoch Ende 1788 aus der Kongregation aus. Weitaus mehr interessierte sich Chabot für weltliche Politik, besonders nach dem Beginn der Französischen Revolution 1789.
Der ehemalige Kleriker unterstützte 1791 den konstitutionellen Bischof von Blois Henri Grégoire als Generalvikar. Außerdem wurde er im gleichen Jahr als Vertreter des Départements Loir-et-Cher zum Abgeordneten der Nationalversammlung gewählt. Am 9. August 1792 trug François Chabot durch eine Predigt im Pariser Vorort Saint-Antoine wesentlich zum Tuileriensturm bei. Anschließend wurde er Mitglied im Nationalkonvent, in dem er im Wesentlichen die Interessen der äußersten Linken vertrat. Chabot forderte dabei besonders die Verurteilung von König Ludwig XVI., aber auch gemäßigter Politiker und trieb auch die Verteilung aller Güter an das Proletariat voran. Dagegen stimmte er gegen die Ausweisung aller Bourbonen aus Frankreich, da er der freiheitlichen Gesinnung des Herzogs Philippe Égalité vertraute. Trotz seiner Verdienste, die zum Sturz der Girondisten am 31. Mai 1793 führten, lehnte er die von Marat favorisierte Diktatur ab. Als maßgeblicher Förderer einer Entchristianisierung der Kirchen unterbreitete er den Vorschlag zur Umwandlung der Kathedrale Notre-Dame de Paris zum Tempel der Vernunft.
Der ehemalige Kapuziner begab sich für ein paar Wochen in die Departements Tarn und Aveyron, um dort revolutionäre Überwachungsausschüsse einzusetzen und diese zu kontrollieren. Nach seiner im Sommer 1793 erfolgten Rückkehr lernte François Chabot einflussreiche Bankiers kennen, wie den englischen Bankier Boyd und die aus Böhmen stammenden Brüder Emanuel und Junius Frey, deren Schwester Leopoldine er im Oktober 1793 heiratete. Aufgrund seiner Verwicklung in den Skandal der Indienkompanie verlor er die Gunst seines Förderers Maximilien de Robespierre, der ihn im November 1793 verhaften ließ.
François Chabot wurde am 18. März 1794 angeklagt, sich zusammen mit Verwandten durch eine Fälschung von Gesetzen bereichert zu haben. Er wurde zum Tode verurteilt und nachdem er vergeblich versucht hatte, mit Gift Selbstmord zu begehen, am 5. April 1794 zusammen mit den Brüdern Frey und den „Nachsichtigen“ um Georges Danton und Camille Desmoulins hingerichtet.